# Nick Rimando
Nicholas Paul Rimando (født d. 17. juni 1979) er en amerikansk tidligere professionel fodboldspiller, som spillede som målmand i sin karriere.
Rimando holder rekorden for flest kampe nogensinde spillet i Major League Soccer-ligaen.

## Klubkarriere

### Miami Fusion & D.C. United
Rimando blev draftet af Miami Fusion i 2000. Miami Fusion udgik af MLS efter 2001 sæsonen, og deres spillere blev dermed puttet i et draft. I dette draft blev Rimando valgt af D.C. United.

### Real Salt Lake
Rimando blev i december 2006 traded til Real Salt Lake. Han blev traded igen i februar 2007, denne gang til New York Red Bulls, men kun få dage efter handlen blev han hentet tilbage til Salt Lake, da førstevalgsmålmand Scott Garlick pludseligt endte sin karriere.
Rimando og Real Salt Lake havde i 2010 en historisk god defensiv sæson, da de lukkede kun 20 mål ind på 30 kampe. Rimando satte her klubrekorder med 14 gange rent bur i sæsonen.
Rimando annoncerede i marts 2019, at han ville gå på pension efter 2019 sæsonen.

## Landsholdskarriere

### Ungdomslandshold
Rimando har repræsenteret USA på U/20-niveau.

### Seniorlandshold
Rimando debuterede for USA's landshold den 17. november 2002.

## Titler
Miami Fusion
- MLS Supporters' Shield: 1 (2001)

D.C. United
- MLS Cup: 1 (2004)
- MLS Supporters' Shield: 1 (2006)

Real Salt Lake
- MLS Cup: 1 (2009)

USA
- CONCACAF Gold Cup: 1 (2013)

Individuelle
- MLS Cup Most Valuable Player: 1 (2009)
- MLS All-Star: 6 (2010, 2011, 2013, 2014, 2015, 2019)